# Siphonodentalium australasiae
Siphonodentalium australasiae är en blötdjursart som beskrevs av Charles Hercules Boissevain 1906. Siphonodentalium australasiae ingår i släktet Siphonodentalium och familjen Gadilidae. Inga underarter finns listade i Catalogue of Life.